# Vareste
Vareste – wieś w Estonii, w prowincji Põlva, w gminie Veriora.